# Ngadirejan
Ngadirejan is een bestuurslaag in het regentschap Pacitan van de provincie Oost-Java, Indonesië. Ngadirejan telt 3476 inwoners (volkstelling 2010).